# Stellaria ruscifolia
Stellaria ruscifolia är en nejlikväxtart som beskrevs av Pall. och Diederich Franz Leonhard von Schlechtendal. Stellaria ruscifolia ingår i släktet stjärnblommor, och familjen nejlikväxter. Inga underarter finns listade i Catalogue of Life.

## Bildgalleri

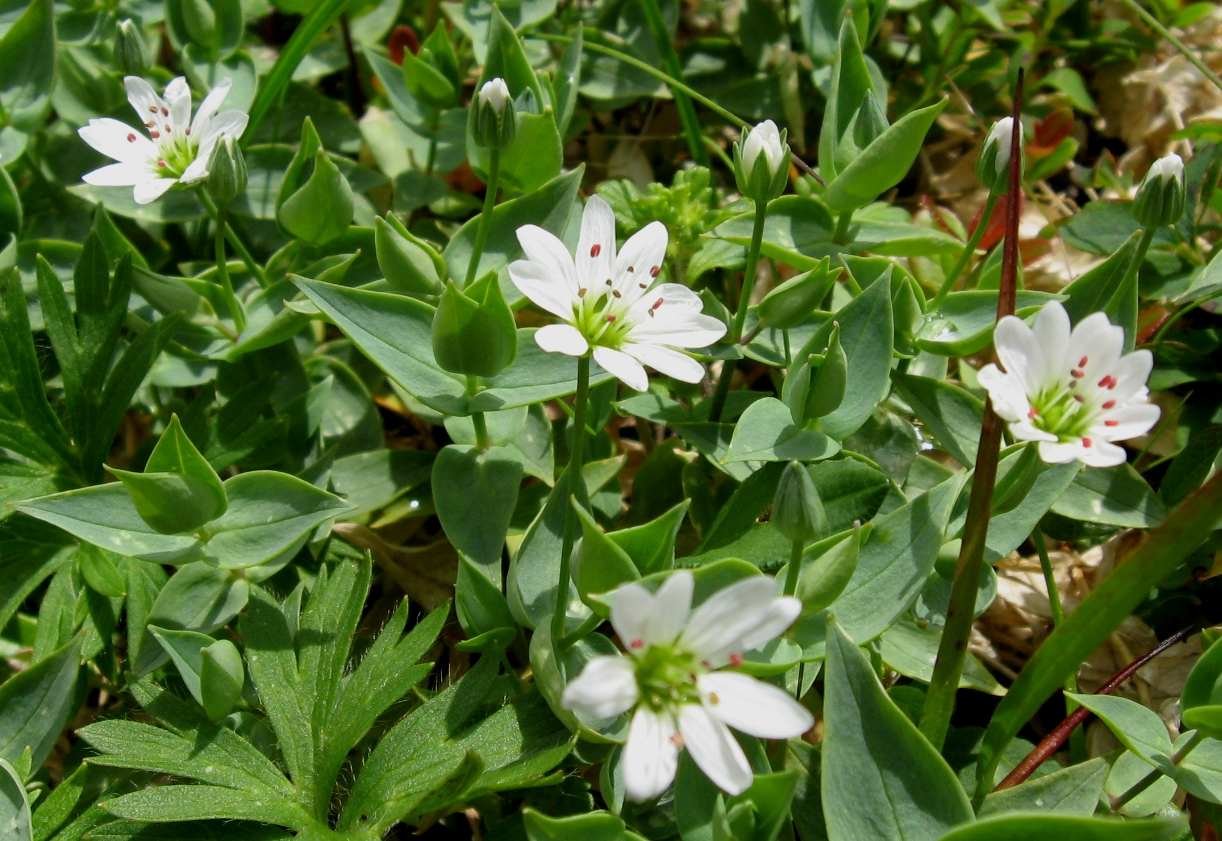
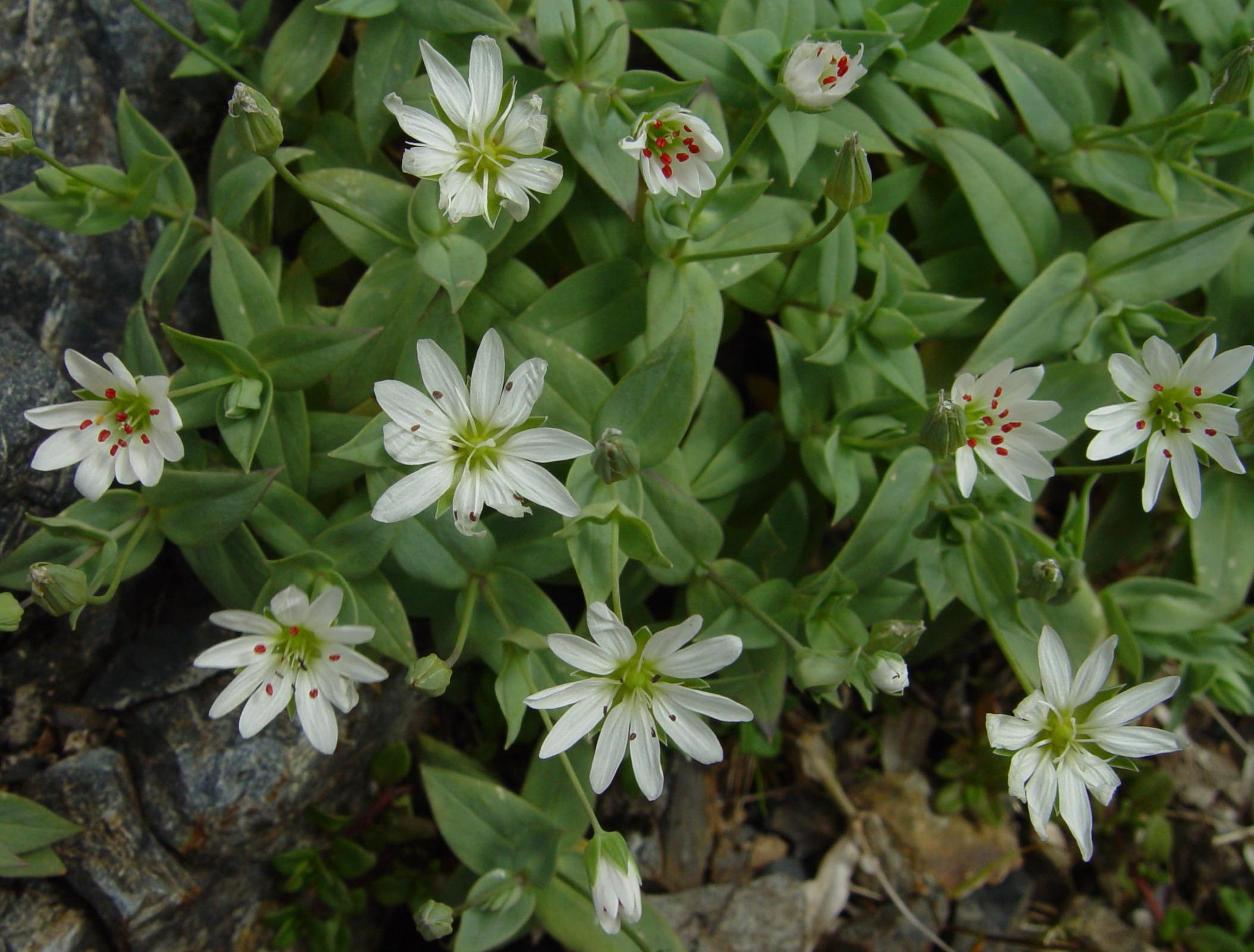